# Borszowice (Ukraina)
Borszowice (ukr. Боршевичі, Borszewyczi) – wieś w rejonie samborskim (wcześniej w rejonie starosamborskim) obwodu lwowskiego Ukrainy. Miejscowość liczy około 328 mieszkańców. Leży nad rzeką Wyrwą. Jest siedzibą silskiej rady, której podlega również Bybło. Pierwsza wzmianka o wsi pochodzi z 1457.
Wieś, położona w powiecie przemyskim, była własnością Andrzeja Maksymiliana Fredry, została spustoszona w czasie najazdu tatarskiego w 1672 roku.
W 1921 liczyły około 661 mieszkańców. Znajdował się w powiecie przemyskim.

## Ważniejsze obiekty
- Cerkiew greckokatolicka